# Замок Фрек

Герб баронетів Фрек.

Замок Фрек або Рахберрі (англ. Castle Freke, Rathberry Castle) — один із замків Ірландії, розташований в графстві Корк, поруч біля невеликого лісу, біля селища Кастлфрек, в парафії Рахберрі. Нині замок лежить в руїнах.

## Історія замку Фрек
Замок Фрек був побудований в XV столітті аристократичною родиною Баррі у вигляді башти норманського типу. Замок побудував Рандал Оґ Баррі. У ті часи замок називався Рахберрі. У 1617 році замок захопила родина Фрек. У 1641 році спалахнуло повстання за незалежність Ірландії, замок став ареною боїв. Замок оточили місцеві ірландські клани. Замок багато разів переходив з рук в руки і це тривало довго. Але потім, коли повстання було придушене Олівером Кромвелем, замок знову повернула собі родина Фрек. У 1715 році родини Фрек та Еванс з Лімеріка поєдналися і стали баронами Карбері. Називалися вони з того часу Еванс-Фрек. Потім голова родини отримав титул пера Ірландії та титул І барона Карбері. Лорд Карбері на той час володів землями 13 700 акрів землі. У 1780 році замок Фрек був перебудований сером Джоном Еванс-Фрек. Фактично це був зовсім інший замок, побудований поруч біля старого замку. На той час замок Разберрі був у дуже занадбаному стані і перетворювався на руїни. Новий замок мав просторі галереї, вітальні, зали, їдальні, підземелля. Навколо замку були розбиті сади та парки. У 1820 році відомий архітектор сер Річард Моррісон знову перебудував замок у псевдоготичному стилі. У 1910 році в замку спалахнула пожежа — замок згорів вщент. Замок почали ремонтувати після пожежі. Але Джон Карбері (він же Джон Еванс-Фрек) змушений був продати те, що лишилось від замку і землі навколо нього в 1919 році, і сам переїхав до Америки, а потім до Кенії. У 1952 році замок був розібраний, але не повністю. Від найдавнішого замку Ражберрі збереглася арка, підвали. У 2005 році руїни замку купив Стефан Еванс Фрек — наймолодший син Петера Еванса Фрека — ХІ лорда Карбері. Він почав реставрацію замку, вирішив відбудувати замок у колишньому вигляді. Але в 2014 році з'явилися фінансові проблеми з архітектором, що керував реставрацією, і роботи припинилися. Нині замок закритий для відвідування туристів.

### Аристократична родина Фрек
Роберт Фрек був скарбничим під час правління короля Генріха VIII та королеви Єлизавети. Його маєток та землі оцінили на суму понад 100 000 фунтів стерлінгів після його смерті. У нього було 8 дітей. Його син і спадкоємець — сер Томас Фрек, що народився 27 вересня 1563 року і був убитий королем Англії Джеймсом І. Він жив в Дорсеті і був предком Фрека Ханнінгтона, Апвея та Фаррінгдона — він помер у Варнфорді 5 травня 1633 року. У нього був син Вільям, що був хрещений у Шротоні, Дорсет 24 квітня 1577 року, і він одружився з Енн, дочкою Артура Свена Сареза в Гемпширі. Вільям переїхав до Ірландії. Вільям та Енн мали 12 дітей:
- Єлизавета — народилась Окафорд Фітцпайн, Дорсет 1607
- Вільям — народився в 1608 році в Сарез, Хемпшир одружився з Гейс з Шотландії
- Роберт — народився в 1609 році в Оккафорді, одружений з Фейлдіні з Йоркшира
- Томас — народився 1610 року
- Джордж — народився в Серн, Дорсет
- Аліса — народилася 1613 року і похована в Серн, Дорсет в 1617 році
- Артур — народився в Сарін 13 серпня 1604
- Джудіт — охрестили 21 вересня, одружилась 1 жовтня 1622 року з Джоном Хардінгом з Вулкомба, Дорсет
- Джон — народився 11 червня 1615 року, одружився з Мері — сестрою Френсіса Бернарда, і мав дітей: Енн, Елізабет, Алісу, Мері, Маргарет та Кетрін
- Маргарет — народився 14 січня, одружилась з Джоном Деннетом з Окфорда, дітей не мала.
- Мері — народився 13 серпня
- Енн — народилась 6 червня 1613 року.

Сер Артур Фрек народився в Англії 13 серпня 1604 року. Він був сином Вільяма Сареза з Гемпшира та Енн (дочка Артура Свейна) Фрек. Артур одружився з Дороті Сміт — дочою сера Пірсі Сміта Найта (Персі Сміта) з Югала. Він переїхав до Ірландії разом з його батьком, Вільямом Фреком Ескью. Він придбав Замок Рахберрі в Девіда Баррі в 1641 році. Він помер в 1707 році.
Артур та Дороті мали дітей:
- Мері — одружена з Френсісом Бернардом з замку Бернарда, Бандон, у них були діти — Френсіс, Артур, Дороті, Мері, Елізабет, Енн і Кетрін.
- Пірсі (Персі) — спадкоємець — одружений з Єлизаветою Фрек, двоюрідною сестрою та дочкою Рауфа Фрека, 14 листопада 1671 року. Він придбав маєток Вест Біллі, Норфолк разом із спадщиною його дружини.
- Агнес — одружена з Патріком Кросбі. Діти: Керрі і Агнес, Маргарет, Вільям, Томас, Раймонд, Моріс і Артур.

Персі та Елізабет мали дітей:
- Рауф — спадкоємець, одружився з Елізабет Мід — дочкою сера Джона Міда — І баронета Баллінтобер. Успадкував замок Фрек і Вест Біллі, Норфолк. Рауф отримав титул баронета 12 червня 4 червня 1713 року. Він помер у 1718 році. Елізабет одружилась вдруге з Джеймсом — IV лордом Кінгстона.

Рауф та Елізабет мали дітей:
- Сер Пірсі Фрек — баронет, помер неодруженим 10 квітня 1728 року в Дубліні. Депутат парламенту Ірландії від Балтімора.
- Рауф Фрек — померла неодруженим в 1727 році в Річмонді, Суррей, Англія.
- Сер Джон Редмонд Фрек — спадкоємець, баронет, помер 13 квітня 1764 року. Одружений з Мері Бродерік — дочкою Алана Бродеріка. Вона померла 20 червня 1761 року в замку Фрек. Похована в Мідлетоні. Дітей не було. Сер Джон був депутатом від міста Корк, з ним урвався рід баронетів Фрек.
- Грейс Фрек — успадкувала замок від свого брата Джона, одружена з Джоном Евансом з Балгаден Холл, Лімерик у червні 1741 року, Джон був другим сином І барона Карбері. Вона померла 1782 року.

Грейс — сестра сэра Джона Редмонда та Джон Еванс мали дітей:
- Джордж Еванс — народився в 1742 році, одружений з Анною Стамер в 1768 році.
- Джон — прийняв на себе ім'я та герб родини Фрек відповідно до волі його дядька, а після смерті його старшого брата успадкував його землі. Він одружився з Єлизаветою Гор.
- Вільям Еванс — народився 16 травня 1747 року, помер у 1796 році. Одружений з Єлизаветою Біхер — дочкою Річарда Біхера з Голлібрука.
- Ральф Еванс — одружений з Єлизаветою — дочкою Роберта Вудкока. Діти — Джон та Мері.
- Персі Еванс — помер неодруженим.
- Грейс Еванс — народилась у 1745 році в Лімеріку, одружена з Річардом Болдуін, есквайром у червні 1764 року.
- Енн Еванс — одружена з Вільямом Путлендом
- Кетрін Еванс — одружена з Джорджем Путлендом
- Джейн Еванс — одружена з містером Річардом Грейсом

Джон і Елізабет Гор мали дітей:
- Сер Джон Фрек Барт — VI барон Карбері, народився 11 листопада 1765 року, представляв містечко Донегал у парламенті. Він одружився зі своєю двоюрідною сестрою Кетрін Шарлоттою Саундерс — третьою дочкою графа Арран. Катерина Шарлотта народилася у вересні 1766 року і померла 23 лютого 1852 року. Джон був гросмейстером масонів Манстера. Він помер 12 травня 1844 року в віці 80 років. Володів замком Фрек, який перебудував. Він був депутатом в ірландському парламенті в палаті громад. Отримав титул баронета після смерті батька. У 1807 році, після смерті його двоюрідного брата Джона — V лорда Карбері, він змінив свій титул. Він був одним із найбільших землевласників в Ірландії і постійно проживав у своїх маєтках. Його нерухомість оцінили в 90 000 фунтів стерлінгів. На смертному одрі він наказав, що резиденція голови родини має бути замком, а його спадкоємець повинен перебрати там принаймні чотири місяці в році. Якщо спадкоємець став римо-католиком, то він втрачає право на спадщину.
- Джордж Еванс-Фрек — народився червень 1772 року, загинув 19 липня 1829 року Одружився 21 січня 1806 року з Сьюзен Карбері — вдовою IV лорда Карбері.
- Персі Еванс-Фрек, есквайр — народився в 1774 році в Персі Лодж, Вексфорд. Одружений в 1797 році з Дорті Харві (вона померла 26 березня 1835 року) — дочкою Преподобного Хрістофера Харві з замку Кайл з Вексфорда. Найстарший син Г. Е. Фрек залишив замок Фрек і Лакстон Холл і отримав 4000 фунтів на рік у спадок від сера Джона.
- Джейн Грейс Еванс-Фрек — народилася в 1775 році і померла 31 грудня 1827 року. Одружена з сером Фентоном Айлмером — VII баронетом Дондой в 1795 році.
- Елізабет Еванс-Фрек — народилась у 1782 році. Померла молодою. На жаль… :(

Джон і Кетрін Шарлотта (сестра Маркіанса Аберкорнського) не мали дітей, і титул успадкував Джордж Патрік Персі Еванс Фрек, його племінник.
Персі Еванс (3-й син Джона і Елізабет Гора) та Доротея Гарвей мали дітей:
- Джон — народився 19 лютого 1799 року, помер у 1804 році.
- Єлизавета — народилася 15 лютого 1800 року і померла 21 лютого 1813 року.
- Доротея — народилась 15 травня 1802 і померла молодою. На жаль.
- Кетрін Шарлотта — померла 26 січня 1826 року.
- Джордж Патрік Персі (спадкоємець) — VII лорд Фрек, племінник VI лорда Фрек, народився 17 березня 1810 року, одружився 12 травня 1845 року з Гаррієт Мері Кетрін — єдиною дочкою Едмунда Вільяма Шулдама, есквайра. Загинув 25 листопада 1889 року в Уппінгемі, Рутленд, Англія.
- Персі Август — помер неодруженим 15 січня 1857 року.
- Фентон-Джон — капітан, одружився 14 жовтня 1851 року з леді Кетрін Феліцією Пакенхем, дочкою Томаса — ІІ графа Лонгфорда. Мали дітей.
- Джейн Грейс Доротея — одружилась 25 липня 1843 року з Чарльзом Бродріком Бернардом.
- Вільям Чарльз — народився 24 травня 1812 року, одружений 23 квітня 1840 року з леді Софією Шерард — третьою дочкою Філіпа — V графа Гарбороу (вдовою сера Томаса Вічкоута), який помер 23 вересень 1851. Він став VIII лордом Карбері після смерті його брата Джорджа Патріка Персі в 1889 році. Вільям Чарльз одружився вдруге з леді Вікторією Сесіл — дочкою Браунлоу Сесіла — IV маркіза Ексетер. Вільям помер 7 листопада 1894 року в Лакстон-Холлі, Нортамтоншир.
- Анна-Марія — народилася 1819 року, померла молодою. На жаль…

Джордж Патрік Персі та Гаррієт Мері Кетрін мали дітей:
- Джорджіана Доротея Гарріет — народилася 3 листопада 1853 року в Брайтоні, Сассекс, одружилася 22 червня 1876 року з Джеймсом Френсісом — IV графом Бандона. Жили у замку Бернард в Бандоні.

Вільям Чарльз Еванс-Фреке (брат VII лорда Карбері) — VIII лорд Карберs (1812—1894) мав з дружиною леді Вікторією Сесіл дітей:
- Алджернон Вільям Джордж (спадкоємець) — народився 9 вересня 1868 року в Лондоні, помер 12 червня 1898 року в Ледбері, Хартфордшир, одружений 26 листопада 1890 року з Мері Тулмін — другою дочкою Генріха Дж. Толміна з Пре, Сент-Олбанс, Хартфордшир.
- Персі Сесіл — народився 19 травня 1871 року в Сент-Джордж, в Лондоні, 1915 році. Капітан. Одружився з Євою Кірван з Далган-Парку.
- Сесіл Монтегю — народився у вересні 1876 року, загинув на війні в Південній Африці 2 червня 1900 року.

Алджернон (Алжі) Вільям Джордж Еванс-Фрек — ІХ лорд Карбері продав Лакстон-Холл. Він мав з дружиною Мері дітей:
- Джон — спадкоємець
- Ральф — народився 23 липня 1897 року в Марлебон, Мідлсекс. Одружений з Вірою Харрінгтон Мур і мав дітей.

Мері — дружина Алджернона. Вдруге одружилася 11 лютого 1902 року з «Кітом» — доктором Артуром Велеслі Сендфордом, що народилася в 1853 році в Кілверноні, графство Тіпперері, в родині Вільяма Сендфорда, ректора Клонмеля. Він очолював лікарню. Мері була близьким другом Дота Бандмона.
Джон Еванс-Фрек — Х лорд Карбері народився 20 травня 1892 року, помер 25 грудня 1970 року. Був ірландським націоналістом і здійняв триколор над замком Фрек. Власник літака. Його останній вчинок у замку Фрек полягав у тому, щоб вивісити портрети своїх предків над великими сходами замку. Він продав частину земель та замку Фрек у 1919 році і виїхав до Америки, але йому було відмовлено в громадянстві США. У 1920-х роках він купив ферму в Кенії і виїхав туди. Одружений вперше 7 липня 1913 року з Джоус — дочкою Евеліна Джеймса Меклфа з Честер-Плейс, Лондон. Розлучився в 1920 році. У 1921 році він змінив своє ім'я на Джона Еванс Карбері. Він одружився вдруге в 1922 році з Майєю Іві — дочкою Альфреда Андерсона з Найробі, Кенія. Вона померла в 1928 році в авіакатастрофі. Мав дітей: Хуаніту — єдину дочку. Втретє був одружений 3 липня 1930 року з Вейр Мослі. Вона померла в 1980 році.
Пітер Ральф Харрінгтон Еванс-Фрек — ХІ лорд Карбері — народився 20 березня 1920 року. Син Ральфа та Віри Харрінгтон.